# Lilla Hällesjön
Lilla Hällesjön är en sjö i Oskarshamns kommun i Småland och ingår i Emåns huvudavrinningsområde. Sjön är 8,5 meter djup, har en yta på 0,048 kvadratkilometer och är belägen 67 meter över havet.